# Manuel Keliano
Manuel Keliano, né le 16 janvier 2003 à Luanda, est un footballeur international angolais qui évolue au poste de milieu défensif à l'Akhmat Grozny.

## Biographie

### Carrière en club
Né à Luanda en Angola, Manuel Keliano est formé par le CF Estrela, où il commence sa carrière professionnelle en championnat d'Angola.
En juillet 2023, il est transféré à l'Estrela da Amadora en championnat du Portugal.

### Carrière en sélection
En janvier 2023, Keliano est convoqué pour la première fois avec l'équipe senior d'Angola, prenant part au championnat d'Afrique.
En janvier 2024, il est sélectionné pour prendre part à la CAN 2023, organisée en Côte d'Ivoire,. L'Angola y termine premier d'un groupe qui comprend l'Algérie de Riyad Mahrez et le Burkina Faso d'Edmond Tapsoba,.